# Геликон (лунный кратер)
Кратер Геликон (лат. Helicon) — небольшой ударный кратер в северной части Моря Дождей на видимой стороне Луны. Название присвоено в честь древнегреческого астронома Геликона (V век до н. э.) и утверждено Международным астрономическим союзом в 1935 г.

## Описание кратера

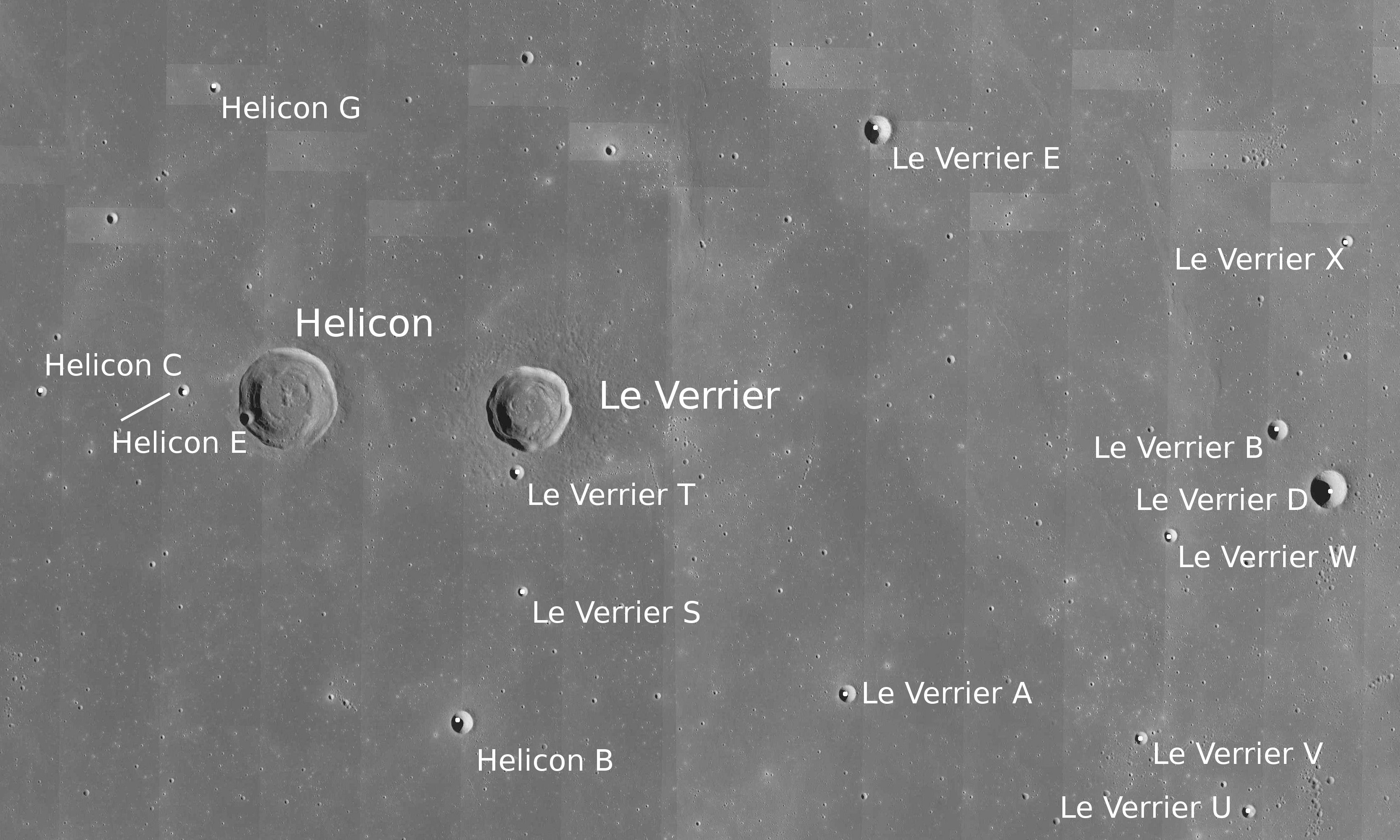
Окрестности кратера Геликон. Снимок Lunar Reconnaissance Orbiter

Ближайшими соседями Геликона являются кратер Леверье на востоке; кратер Карлини на юге, а также кратер Гершель К. на юго-западе. На западе от кратера находится мыс Гераклида; на северо-западе Залив Радуги, а за ним горы Юра; на севере мыс Лапласа. Селенографические координаты центра кратера 40°26′ с. ш. 23°07′ з. д. / 40,43° с. ш. 23,11° з. д., диаметр 23,7 км, глубина 1,91 км.
Кратер имеет полигональную форму и практически не разрушен. Внутренний склон вала террасовидной структуры. Юго-западная часть вала отмечена приметным мелким кратером. Средняя высота вала кратера над окружающей местностью 840 м, объём кратера составляет приблизительно 370 км³. Дно чаши кратера сравнительно ровное, с концентрическими хребтами, в центре чаши находится крохотный кратер.
По морфологическим признакам кратер относится к классу TRI (по названию кратера Триснеккер, который является типичным представителем данного класса).

## Сателлитные кратеры
| Геликон | Координаты                                            | Диаметр, км |
| ------- | ----------------------------------------------------- | ----------- |
| B       | 37°57′ с. ш. 21°18′ з. д. / 37,95° с. ш. 21,3° з. д.  | 5,5         |
| C       | 40°05′ с. ш. 26°16′ з. д. / 40,08° с. ш. 26,26° з. д. | 1,3         |
| E       | 40°29′ с. ш. 24°11′ з. д. / 40,49° с. ш. 24,18° з. д. | 2,7         |
| G       | 41°46′ с. ш. 24°55′ з. д. / 41,77° с. ш. 24,91° з. д. | 2,5         |

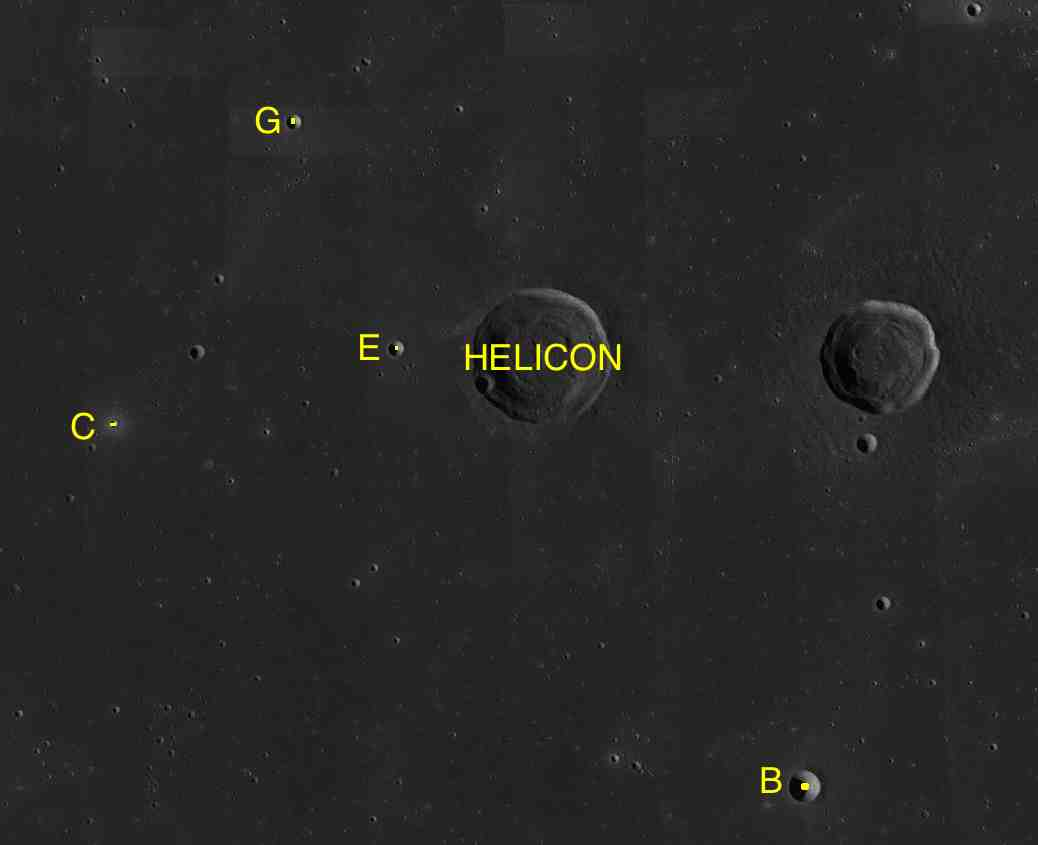
Фрагмент карты LAC-24

- Сателлитный кратер Геликон B включен в список кратеров с яркой системой лучей Ассоциации лунной и планетарной астрономии (ALPO)[5].